# Volley Cavriago
La Volley Cavriago è una società pallavolistica maschile e femminile di Cavriago, in provincia di Reggio Emilia.

## Storia della società
Espressione della società polisportiva Gruppo Sportivo Cavriaghese, nacque nel 1965 con colori sociali giallo e nero; per oltre un ventennio la squadra maschile militò nei campionati minori. Nel 1990 fu promossa per la prima volta in Serie B. Sul finire degli anni settanta lanciò il celebre schiacciatore-laterale Luca Cantagalli.
Nel 2006, vincendo il torneo di B1 2005-06 ottenne per la prima volta la promozione in Serie A2. Il campionato 2006-07, con sponsor Edilesse, si concluse una retrocessione. Nella stagione 2007-08, vincendo il girone A di Serie B1, ha ottenuto un pronto ritorno in A2, categoria nella quale disputerà il campionato 2008-09 giocando le proprie gare interne a Reggio Emilia. Nella stagione 2008-09  la squadra ha ottenuto la sua prima storica salvezza in A2. Al termine della stagione 2011-12, conclusa con la retrocessione in Serie B1, la squadra viene ripescata e confluisce nel nuovo progetto del Volley Tricolore Reggio Emilia.